# Gonystylus stenosepalus
Espèce
Statut de conservation UICN

 VU A1c+2c : Vulnérable
Gonystylus stenosepalus est une espèce de plantes de la famille des Thymelaeaceae.

## Publication originale
- Kew Bulletin 2(1): 9. 1947. (9 Oct 1947)